# UEFA Champions League 2020–21
UEFA Champions League 2020–21 là mùa giải thứ 66 của giải đấu bóng đá cấp câu lạc bộ hàng đầu châu Âu được tổ chức bởi UEFA, và là mùa giải thứ 29 kể từ khi giải được đổi tên từ Cúp C1 châu Âu thành UEFA Champions League.
Chelsea đánh bại Manchester City 1–0 trong trận chung kết, được diễn ra tại Sân vận động Dragão ở Porto, Bồ Đào Nha. Sân vận động Olympic Atatürk ở Istanbul, Thổ Nhĩ Kỳ ban đầu được chỉ định để tổ chức trận chung kết UEFA Champions League 2020, nhưng đã được dời đi đến Sân vận động Ánh sáng ở Lisbon do đại dịch COVID-19 ở châu Âu. Istanbul một lần nữa được chỉ định để tổ chức trận chung kết mùa giải này, nhưng được dời đến Sân vận động Dragão sau khi Thổ Nhĩ Kỳ được đưa vào danh sách đỏ của Vương quốc Anh cho du khách.
Bayern Munich là đương kim vô địch, nhưng đã bị loại bởi Paris Saint-Germain ở vòng tứ kết. Với tư cách là đội vô địch của UEFA Champions League 2020–21, Chelsea đối đầu với Villarreal, đội vô địch của UEFA Europa League 2020-21 trong trận Siêu cúp châu Âu 2021. Họ cũng đại diện châu Âu ở FIFA Club World Cup 2021 ở Nhật Bản. Vì họ đã lọt vào vòng bảng UEFA Champions League 2021-22 thông qua thành tích ở giải vô địch quốc gia, suất dự ban đầu dành cho đương kim vô địch Champions League được chuyển qua cho đội vô địch của Süper Lig 2020-21, Beşiktaş, hiệp hội xếp hạng thứ 11 theo danh sách tham dự mùa giải tiếp theo.
Mùa giải 2020–21 là mùa giải cuối cùng của các giải đấu cấp độ câu lạc bộ châu Âu thuộc UEFA áp dụng luật bàn thắng sân khách.

## Phân bố đội của các hiệp hội
Tổng cộng có 79 đội từ 54 trong số 55 hiệp hội thành viên UEFA tham dự UEFA Champions League 2020–21 (ngoại trừ Liechtenstein, do không tổ chức giải vô địch quốc gia). Thứ hạng hiệp hội dựa trên hệ số quốc gia UEFA được sử dụng để xác định số đội tham dự cho mỗi hiệp hội:
- Các hiệp hội 1–4 có 4 đội lọt vào.
- Các hiệp hội 5–6 có 3 đội lọt vào.
- Các hiệp hội 7–15 có 2 đội lọt vào.
- Các hiệp hội 16–55 (trừ Liechtenstein) có 1 đội lọt vào.
- Nhà vô địch của UEFA Champions League 2019-20 và UEFA Europa League 2019-20 đều được nhận 1 suất tham dự bổ sung nếu họ không lọt vào UEFA Champions League 2020–21 thông qua giải vô địch quốc gia của họ. Tuy nhiên, đội đương kim vô địch Champions League và Europa League đã lọt vào thông qua giải vô địch quốc gia của họ, nghĩa là 2 suất tham dự bổ sung là không cần thiết cho mùa giải này.

### Thứ hạng hiệp hội
Đối với UEFA Champions League 2020–21, các hiệp hội được phân bố vị trí dựa theo hệ số quốc gia UEFA năm 2019, tính đến thành tích của họ ở các giải đấu châu Âu từ mùa giải 2014-15 đến 2018-19.
Ngoài việc phân bố dựa trên hệ số quốc gia, các hiệp hội có thể có thêm đội tham dự Champions League, như được ghi chú dưới đây:
- (UCL) – Suất bổ sung cho đội đương kim vô địch UEFA Champions League
- (UEL) – Suất bổ sung cho đội đương kim vô địch UEFA Europa League

| Hạng | Hiệp hội     | Hệ số   | Số đội | Ghi chú |
| ---- | ------------ | ------- | ------ | ------- |
| 1    | Tây Ban Nha  | 103.569 | 4      |         |
| 2    | Anh          | 85.462  | 4      |         |
| 3    | Ý            | 74.725  | 4      |         |
| 4    | Đức          | 71.927  | 4      |         |
| 5    | Pháp         | 58.498  | 3      |         |
| 6    | Nga          | 50.549  | 3      |         |
| 7    | Bồ Đào Nha   | 48.232  | 2      |         |
| 8    | Bỉ           | 39.900  | 2      |         |
| 9    | Ukraina      | 38.900  | 2      |         |
| 10   | Thổ Nhĩ Kỳ   | 34.600  | 2      |         |
| 11   | Hà Lan       | 32.433  | 2      |         |
| 12   | Áo           | 31.250  | 2      |         |
| 13   | Cộng hòa Séc | 28.675  | 2      |         |
| 14   | Hy Lạp       | 27.600  | 2      |         |
| 15   | Croatia      | 27.375  | 2      |         |
| 16   | Đan Mạch     | 27.025  | 1      |         |
| 17   | Thụy Sĩ      | 26.900  | 1      |         |
| 18   | Síp          | 24.925  | 1      |         |
| 19   | Serbia       | 22.250  | 1      |         |

| Hạng | Hiệp hội         | Hệ số  | Số đội | Ghi chú |
| ---- | ---------------- | ------ | ------ | ------- |
| 20   | Scotland         | 22.125 | 1      |         |
| 21   | Belarus          | 21.875 | 1      |         |
| 22   | Thụy Điển        | 20.900 | 1      |         |
| 23   | Na Uy            | 20.200 | 1      |         |
| 24   | Kazakhstan       | 19.250 | 1      |         |
| 25   | Ba Lan           | 19.250 | 1      |         |
| 26   | Azerbaijan       | 19.000 | 1      |         |
| 27   | Israel           | 18.625 | 1      |         |
| 28   | Bulgaria         | 17.500 | 1      |         |
| 29   | Romania          | 15.950 | 1      |         |
| 30   | Slovakia         | 15.625 | 1      |         |
| 31   | Slovenia         | 15.000 | 1      |         |
| 32   | Liechtenstein    | 13.500 | 0      |         |
| 33   | Hungary          | 10.500 | 1      |         |
| 34   | Bắc Macedonia    | 8.000  | 1      |         |
| 35   | Moldova          | 7.750  | 1      |         |
| 36   | Albania          | 7.500  | 1      |         |
| 37   | Cộng hòa Ireland | 7.450  | 1      |         |

| Hạng | Hiệp hội              | Hệ số | Số đội | Ghi chú |
| ---- | --------------------- | ----- | ------ | ------- |
| 38   | Phần Lan              | 7.275 | 1      |         |
| 39   | Iceland               | 7.250 | 1      |         |
| 40   | Bosnia và Herzegovina | 7.125 | 1      |         |
| 41   | Litva                 | 6.750 | 1      |         |
| 42   | Latvia                | 5.625 | 1      |         |
| 43   | Luxembourg            | 5.500 | 1      |         |
| 44   | Armenia               | 5.250 | 1      |         |
| 45   | Malta                 | 5.125 | 1      |         |
| 46   | Estonia               | 5.000 | 1      |         |
| 47   | Gruzia                | 4.750 | 1      |         |
| 48   | Wales                 | 4.125 | 1      |         |
| 49   | Montenegro            | 4.125 | 1      |         |
| 50   | Quần đảo Faroe        | 4.000 | 1      |         |
| 51   | Gibraltar             | 4.000 | 1      |         |
| 52   | Bắc Ireland           | 3.875 | 1      |         |
| 53   | Kosovo                | 2.500 | 1      |         |
| 54   | Andorra               | 1.831 | 1      |         |
| 55   | San Marino            | 0.666 | 1      |         |

### Phân phối
Sau đây là danh sách tham dự cho mùa giải này.
|                                  |                                    | Các đội tham dự vào vòng đấu này | Các đội đi tiếp từ vòng đấu trước                                                                                 |
| -------------------------------- | ---------------------------------- | --- | --- |
| Vòng sơ loại (4 đội)             | Vòng sơ loại (4 đội)               | - 4 đội vô địch từ các hiệp hội 52–55 | |
| Vòng loại thứ nhất (34 đội)      | Vòng loại thứ nhất (34 đội)        | - 33 đội vô địch từ các hiệp hội 18–51 (trừ Liechtenstein)                                                                                           | - 1 đội thắng từ vòng sơ loại                                                                                     |
| Vòng loại thứ hai                | Nhóm các đội vô địch (20 đội)      | - 3 đội vô địch từ các hiệp hội 15–17 | - 17 đội thắng từ vòng loại thứ nhất                                                                              |
| Vòng loại thứ hai                | Nhóm các đội không vô địch (6 đội) | - 6 đội á quân từ các hiệp hội 10–15 | |
| Vòng loại thứ ba                 | Nhóm các đội vô địch (10 đội)      | | - 10 đội thắng từ vòng loại thứ hai (Nhóm các đội vô địch)                                                        |
| Vòng loại thứ ba                 | Nhóm các đội không vô địch (6 đội) | - 3 đội á quân từ các hiệp hội 7–9 | - 3 đội vô địch từ vòng loại thứ hai (Nhóm các đội không vô địch)                                                 |
| Vòng play-off                    | Nhóm các đội vô địch (8 đội)       | - 3 đội vô địch từ các hiệp hội 12–14 | - 5 đội thắng từ vòng loại thứ ba (Nhóm các đội vô địch)                                                          |
| Vòng play-off                    | Nhóm các đội không vô địch (4 đội) | - 1 đội đứng thứ ba từ hiệp hội 6 | - 3 đội thắng từ vòng loại thứ ba (Nhóm các đội không vô địch)                                                    |
| Vòng bảng (32 đội)               | Vòng bảng (32 đội)                 | - 11 đội vô địch từ các hiệp hội 1–11 - 6 đội á quân từ các hiệp hội 1–6 - 5 đội đứng thứ ba từ các hiệp hội 1–5 - 4 đứng thứ tư từ các hiệp hội 1–4 | - 4 đội thắng từ vòng play-off (Nhóm các đội vô địch) - 2 đội thắng từ vòng play-off (Nhóm các đội không vô địch) |
| Vòng đấu loại trực tiếp (16 đội) | Vòng đấu loại trực tiếp (16 đội)   | | - 8 đội đứng thứ nhất từ vòng bảng - 8 đội đứng thứ hai từ vòng bảng                                              |

### Các đội bóng
Các ký tự trong ngoặc thể hiện cách mỗi đội lọt vào vị trí của vòng đấu bắt đầu:
- TH: Đương kim vô địch Champions League
- EL: Đương kim vô địch Europa League
- 1st, 2nd, 3rd, 4th, v.v.: Vị trí giải vô địch quốc gia của mùa giải trước
- Abd-: Vị trí giải vô địch quốc gia của mùa giải bị hủy bỏ do đại dịch COVID-19 ở châu Âu theo quyết định của hiệp hội quốc gia; tất cả các đội phải được UEFA phê duyệt theo nguyên tắc cho việc tham dự các giải đấu châu Âu để đối phó với đại dịch COVID-19.[10]

Vòng loại thứ hai, vòng loại thứ ba và và vòng play-off được chia làm Nhóm các đội vô địch (CH) và Nhóm các đội không vô địch (LP).
| Vòng đấu tham dự | Vòng đấu tham dự | Đội                                     | Đội                                      | Đội                                     | Đội                            |
| ---------------- | ---------------- | --------------------------------------- | ---------------------------------------- | --------------------------------------- | ------------------------------ |
| GS               | GS               | Bayern Munich (1st)TH                   | Sevilla (4th)EL                          | Real Madrid (1st)                       | Barcelona (2nd)                |
| GS               | GS               | Atlético Madrid (3rd)                   | Liverpool (1st)                          | Manchester City (2nd)[Note ENG]         | Manchester United (3rd)        |
| GS               | GS               | Chelsea (4th)                           | Juventus (1st)                           | Inter Milan (2nd)                       | Atalanta (3rd)                 |
| GS               | GS               | Lazio (4th)                             | Borussia Dortmund (2nd)                  | RB Leipzig (3rd)                        | Borussia Mönchengladbach (4th) |
| GS               | GS               | Paris Saint-Germain (Abd-1st)[Note FRA] | Marseille (Abd-2nd)[Note FRA]            | Rennes (Abd-3rd)[Note FRA]              | Zenit Saint Petersburg (1st)   |
| GS               | GS               | Lokomotiv Moscow (2nd)                  | Porto (1st)                              | Club Brugge (Abd-1st)[Note BEL]         | Shakhtar Donetsk (1st)         |
| GS               | GS               | İstanbul Başakşehir (1st)               | Ajax (Abd-1st)[Note NED]                 |                                         |                                |
|                  |                  |                                         |                                          |                                         |                                |
| PO               | CH               | Red Bull Salzburg (1st)                 | Slavia Prague (1st)                      | Olympiacos (1st)                        |                                |
| PO               | LP               | Krasnodar (3rd)                         |                                          |                                         |                                |
|                  |                  |                                         |                                          |                                         |                                |
| Q3               | LP               | Benfica (2nd)                           | Gent (Abd-2nd)[Note BEL]                 | Dynamo Kyiv (2nd)                       |                                |
|                  |                  |                                         |                                          |                                         |                                |
| Q2               | CH               | Dinamo Zagreb (1st)                     | Midtjylland (1st)                        | Young Boys (1st)                        |                                |
| Q2               | LP               | Beşiktaş (3rd)[Note TUR]                | AZ (Abd-2nd)[Note NED]                   | Rapid Wien (2nd)                        | Viktoria Plzeň (2nd)           |
| Q2               | LP               | PAOK (2nd)                              | Lokomotiva (2nd)                         |                                         |                                |
|                  |                  |                                         |                                          |                                         |                                |
| Q1               | Q1               | Omonia (Abd-1st)[Note CYP]              | Red Star Belgrade (1st)                  | Celtic (Abd-1st)[Note SCO]              | Dynamo Brest (1st)             |
| Q1               | Q1               | Djurgårdens IF (1st)                    | Molde (1st)                              | Astana (1st)                            | Legia Warsaw (1st)             |
| Q1               | Q1               | Qarabağ (Abd-1st)[Note AZE]             | Maccabi Tel Aviv (1st)                   | Ludogorets Razgrad (1st)                | CFR Cluj (1st)                 |
| Q1               | Q1               | Slovan Bratislava (1st)                 | Celje (1st)                              | Ferencváros (1st)                       | Sileks (Abd-2nd)[Note MKD]     |
| Q1               | Q1               | Sheriff Tiraspol (1st)                  | Tirana (1st)                             | Dundalk (1st)                           | KuPS (1st)                     |
| Q1               | Q1               | KR (1st)                                | Sarajevo (Abd-1st)[Note BIH]             | Sūduva (1st)                            | Riga (1st)                     |
| Q1               | Q1               | Fola Esch (Abd-1st)[Note LUX]           | Ararat-Armenia (1st)                     | Floriana (Abd-1st)[Note MLT]            | Flora (1st)                    |
| Q1               | Q1               | Dinamo Tbilisi (1st)                    | Connah's Quay Nomads (Abd-1st)[Note WAL] | Budućnost Podgorica (Abd-1st)[Note MNE] | KÍ (1st)                       |
| Q1               | Q1               | Europa (Abd-1st)[Note GIB]              |                                          |                                         |                                |
|                  |                  |                                         |                                          |                                         |                                |
| PR               | PR               | Linfield (Abd-1st)[Note NIR]            | Drita (1st)                              | Inter Club d'Escaldes (1st)             | Tre Fiori (Abd-1st)[Note SMR]  |

Ghi chú
1. ^ Azerbaijan (AZE): The 2019–20 Azerbaijan Premier League bị hủy bỏ do COVID-19 pandemic in Azerbaijan. Đội đứng đầu của giải vô địch quốc gia tại thời điểm giải bị hủy bỏ, Qarabağ (đội được công nhận vô địch), được Hiệp hội các liên đoàn bóng đá Azerbaijan lựa chọn để thi đấu ở UEFA Champions League 2020-21, tham dự vòng loại thứ nhất.[11]
2. ^ Belgium (BEL): The 2019–20 Belgian First Division A bị hủy bỏ do COVID-19 pandemic in Belgium. Hai đội đứng đầu của giải vô địch quốc gia tại thời điểm giải bị hủy bỏ, Club Brugge (đội được công nhận vô địch) and Gent, được lựa chọn để thi đấu ở UEFA Champions League 2020-21 bởi Royal Belgian Football Association, entering the group stage and third qualifying round respectively.[12]
3. ^ Bosnia and Herzegovina (BIH): The 2019–20 Premier League of Bosnia and Herzegovina bị hủy bỏ do COVID-19 pandemic in Bosnia and Herzegovina. Đội đứng đầu của giải vô địch quốc gia tại thời điểm giải bị hủy bỏ, Sarajevo (đội được công nhận vô địch), được lựa chọn để thi đấu ở UEFA Champions League 2020-21 bởi Football Association of Bosnia and Herzegovina, tham dự vòng loại thứ nhất.[13]
4. ^ Cyprus (CYP): The 2019–20 Cypriot First Division bị hủy bỏ do COVID-19 pandemic in Cyprus. Đội đứng đầu của giải vô địch quốc gia tại thời điểm giải bị hủy bỏ, Omonia, được lựa chọn để thi đấu ở UEFA Champions League 2020-21 bởi Cyprus Football Association, tham dự vòng loại thứ nhất.[14]
5. ^ England (ENG): Manchester City, the second-placed team of the 2019–20 Premier League, qualified for the 2020–21 UEFA Champions League group stage, but were banned from all UEFA club competitions for the 2020–21 and 2021–22 seasons by the UEFA Club Financial Control Body on ngày 14 tháng 2 năm 2020 due to alleged breaches of the UEFA Financial Fair Play Regulations.[15] However, Manchester City appealed the decision to the Court of Arbitration for Sport,[16] and on ngày 13 tháng 7 năm 2020, it was announced that the ban on them participating in UEFA club competitions was overturned and they can play in the 2020–21 UEFA Champions League.[17]
6. ^ France (FRA): The 2019–20 Ligue 1 bị hủy bỏ do COVID-19 pandemic in France. Ba đội đứng đầu của giải vô địch quốc gia tại thời điểm giải bị hủy bỏ based on the average number of points per matches played for each team, Paris Saint-Germain (đội được công nhận vô địch), Marseille và Rennes, được lựa chọn để thi đấu ở UEFA Champions League 2020-21 bởi French Football Federation, entering the group stage.[18]
7. ^ Gibraltar (GIB): The 2019–20 Gibraltar National League bị hủy bỏ do COVID-19 pandemic in Gibraltar. Đội đứng đầu của giải vô địch quốc gia tại thời điểm giải bị hủy bỏ, Europa, được lựa chọn để thi đấu ở UEFA Champions League 2020-21 bởi Gibraltar Football Association, tham dự vòng loại thứ nhất.[19]
8. ^ Luxembourg (LUX): The 2019–20 Luxembourg National Division bị hủy bỏ do COVID-19 pandemic in Luxembourg. Đội đứng đầu của giải vô địch quốc gia tại thời điểm giải bị hủy bỏ, Fola Esch, được lựa chọn để thi đấu ở UEFA Champions League 2020-21 bởi Luxembourg Football Federation, tham dự vòng loại thứ nhất.[20]
9. ^ Malta (MLT): The 2019–20 Maltese Premier League bị hủy bỏ do COVID-19 pandemic in Malta. Đội đứng đầu của giải vô địch quốc gia tại thời điểm giải bị hủy bỏ, Floriana (đội được công nhận vô địch), được lựa chọn để thi đấu ở UEFA Champions League 2020-21 bởi Malta Football Association, tham dự vòng loại thứ nhất.[21]
10. ^ Montenegro (MNE): The 2019–20 Montenegrin First League bị hủy bỏ do COVID-19 pandemic in Montenegro. Đội đứng đầu của giải vô địch quốc gia tại thời điểm giải bị hủy bỏ, Budućnost Podgorica (who were already assured of the title by then and were declared champions), được lựa chọn để thi đấu ở UEFA Champions League 2020-21 bởi Football Association of Montenegro, tham dự vòng loại thứ nhất.[22]
11. ^ Netherlands (NED): The 2019–20 Eredivisie bị hủy bỏ do COVID-19 pandemic in the Netherlands. Hai đội đứng đầu của giải vô địch quốc gia tại thời điểm giải bị hủy bỏ, Ajax và AZ, được lựa chọn để thi đấu ở UEFA Champions League 2020-21 bởi Royal Dutch Football Association, entering the group stage and second qualifying round respectively.[23]
12. ^ North Macedonia (MKD): The 2019–20 Macedonian First Football League bị hủy bỏ do COVID-19 pandemic in North Macedonia. Đội đứng đầu của giải vô địch quốc gia tại thời điểm giải bị hủy bỏ, Vardar (đội được công nhận vô địch), failed to obtain a UEFA licence, and as a result, the second-placed team, Sileks, được lựa chọn để thi đấu ở UEFA Champions League 2020-21 bởi Football Federation of North Macedonia, tham dự vòng loại thứ nhất.[24]
13. ^ Northern Ireland (NIR): The 2019–20 NIFL Premiership bị hủy bỏ do COVID-19 pandemic in Northern Ireland. The top team of the league at the time of the abandonement, Linfield (đội được công nhận vô địch), được lựa chọn để thi đấu ở UEFA Champions League 2020-21 bởi Irish Football Association, entering the preliminary round.[25]
14. ^ San Marino (SMR): The 2019–20 Campionato Sammarinese di Calcio bị hủy bỏ do COVID-19 pandemic in San Marino. Đội đứng đầu của giải vô địch quốc gia tại thời điểm giải bị hủy bỏ, Tre Fiori (đội được công nhận vô địch), được lựa chọn để thi đấu ở UEFA Champions League 2020-21 bởi San Marino Football Federation, entering the preliminary round.[26]
15. ^ Scotland (SCO): The 2019–20 Scottish Premiership bị hủy bỏ do COVID-19 pandemic in Scotland. Đội đứng đầu của giải vô địch quốc gia tại thời điểm giải bị hủy bỏ based on the average number of points per matches played for each team, Celtic (đội được công nhận vô địch), được lựa chọn để thi đấu ở UEFA Champions League 2020-21 bởi Scottish Football Association, tham dự vòng loại thứ nhất.[27]
16. ^ Turkey (TUR): Trabzonspor, the second-placed team of the 2019–20 Süper Lig, would have qualified for the 2020–21 UEFA Champions League second qualifying round, but were banned from all UEFA club competitions for the 2020–21 season by the UEFA Club Financial Control Body on ngày 3 tháng 6 năm 2020 due to breaches of the UEFA Financial Fair Play Regulations.[28] Trabzonspor appealed the decision to the Court of Arbitration for Sport,[29] but on ngày 30 tháng 7 năm 2020, it was announced that the ban on them participating in UEFA club competitions was upheld.[30] As a result, Beşiktaş, the third-placed team, qualified for this berth.
17. ^ Wales (WAL): The 2019–20 Cymru Premier bị hủy bỏ do COVID-19 pandemic in Wales. Đội đứng đầu của giải vô địch quốc gia tại thời điểm giải bị hủy bỏ based on the average number of points per matches played for each team, Connah's Quay Nomads (đội được công nhận vô địch), được lựa chọn để thi đấu ở UEFA Champions League 2020-21 bởi Football Association of Wales, tham dự vòng loại thứ nhất.[31]

## Lịch thi đấu
Lịch thi đấu của giải đấu như sau (tất cả các lễ bốc thăm đều được tổ chức tại trụ sở UEFA ở Nyon, Thụy Sĩ, trừ khi có thông báo khác). Giải đấu ban đầu phải bắt đầu vào tháng 6 năm 2020, nhưng đã bị trì hoãn sang tháng 8 do đại dịch COVID-19 ở châu Âu. Lịch thi đấu mới được công bố bởi Ủy ban điều hành UEFA vào ngày 17 tháng 6 năm 2020. Tất cả các trận đấu vòng loại, không bao gồm vòng play-off, được diễn ra theo thể thức đấu một trận duy nhất, được tổ chức bởi một trong những đội được quyết định bằng việc bốc thăm (ngoại trừ vòng sơ loại được diễn ra tại địa điểm trung lập), và được diễn ra  trong tình trạng không có khán giả.
| Giai đoạn               | Vòng               | Ngày bốc thăm        | Lượt đi                                            | Lượt về                                            |
| ----------------------- | ------------------ | -------------------- | -------------------------------------------------- | -------------------------------------------------- |
| Vòng loại               | Vòng sơ loại       | 17 tháng 7 năm 2020  | 8 tháng 8 năm 2020 (bán kết)                       | 11 tháng 8 năm 2020 (chung kết)                    |
| Vòng loại               | Vòng loại thứ nhất | 9 tháng 8 năm 2020   | 18–19 tháng 8 năm 2020                             | 18–19 tháng 8 năm 2020                             |
| Vòng loại               | Vòng loại thứ hai  | 10 tháng 8 năm 2020  | 25–26 tháng 8 năm 2020                             | 25–26 tháng 8 năm 2020                             |
| Vòng loại               | Vòng loại thứ ba   | 31 tháng 8 năm 2020  | 15–16 tháng 9 năm 2020                             | 15–16 tháng 9 năm 2020                             |
| Play-off                | Vòng play-off      | 1 tháng 9 năm 2020   | 22–23 tháng 9 năm 2020                             | 29–30 tháng 9 năm 2020                             |
| Vòng bảng               | Lượt trận thứ nhất | 1 tháng 10 năm 2020  | 20–21 tháng 10 năm 2020                            | 20–21 tháng 10 năm 2020                            |
| Vòng bảng               | Lượt trận thứ hai  | 1 tháng 10 năm 2020  | 27–28 tháng 10 năm 2020                            | 27–28 tháng 10 năm 2020                            |
| Vòng bảng               | Lượt trận thứ ba   | 1 tháng 10 năm 2020  | 3–4 tháng 11 năm 2020                              | 3–4 tháng 11 năm 2020                              |
| Vòng bảng               | Lượt trận thứ tư   | 1 tháng 10 năm 2020  | 24–25 tháng 11 năm 2020                            | 24–25 tháng 11 năm 2020                            |
| Vòng bảng               | Lượt trận thứ năm  | 1 tháng 10 năm 2020  | 1–2 tháng 12 năm 2020                              | 1–2 tháng 12 năm 2020                              |
| Vòng bảng               | Lượt trận thứ sáu  | 1 tháng 10 năm 2020  | 8–9 tháng 12 năm 2020                              | 8–9 tháng 12 năm 2020                              |
| Vòng đấu loại trực tiếp | Vòng 16 đội        | 14 tháng 12 năm 2020 | 16–17 & 23–24 tháng 2 năm 2021                     | 9–10 & 16–17 tháng 3 năm 2021                      |
| Vòng đấu loại trực tiếp | Tứ kết             | 19 tháng 3 năm 2021  | 6–7 tháng 4 năm 2021                               | 13–14 tháng 4 năm 2021                             |
| Vòng đấu loại trực tiếp | Bán kết            | 19 tháng 3 năm 2021  | 27–28 tháng 4 năm 2021                             | 4–5 tháng 5 năm 2021                               |
| Vòng đấu loại trực tiếp | Chung kết          | 19 tháng 3 năm 2021  | 29 tháng 5 năm 2021 tại Sân vận động Dragão, Porto | 29 tháng 5 năm 2021 tại Sân vận động Dragão, Porto |

Lịch thi đấu ban đầu của giải đấu, được lên kế hoạch trước đại dịch, như sau (tất cả các lễ bốc thăm đều được tổ chức tại trụ sở UEFA ở Nyon, Thụy Sĩ, trừ khi có thông báo khác).
| Giai đoạn               | Vòng               | Ngày bốc thăm                | Lượt đi                                                        | Lượt về                                                        |
| ----------------------- | ------------------ | ---------------------------- | -------------------------------------------------------------- | -------------------------------------------------------------- |
| Vòng loại               | Vòng sơ loại       | 9 tháng 6 năm 2020           | 23 tháng 6 năm 2020 (bán kết)                                  | 26 tháng 6 năm 2020 (chung kết)                                |
| Vòng loại               | Vòng loại thứ nhất | 16 tháng 6 năm 2020          | 7–8 tháng 7 năm 2020                                           | 14–15 tháng 7 năm 2020                                         |
| Vòng loại               | Vòng loại thứ hai  | 17 tháng 6 năm 2020          | 21–22 tháng 7 năm 2020                                         | 28–29 tháng 7 năm 2020                                         |
| Vòng loại               | Vòng loại thứ ba   | 20 tháng 7 năm 2020          | 4–5 tháng 8 năm 2020                                           | 11 tháng 8 năm 2020                                            |
| Play-off                | Vòng play-off      | 3 tháng 8 năm 2020           | 18–19 tháng 8 năm 2020                                         | 25–26 tháng 8 năm 2020                                         |
| Vòng bảng               | Lượt trận thứ nhất | 27 tháng 8 năm 2020 (Monaco) | 15–16 tháng 9 năm 2020                                         | 15–16 tháng 9 năm 2020                                         |
| Vòng bảng               | Lượt trận thứ hai  | 27 tháng 8 năm 2020 (Monaco) | 29–30 tháng 9 năm 2020                                         | 29–30 tháng 9 năm 2020                                         |
| Vòng bảng               | Lượt trận thứ ba   | 27 tháng 8 năm 2020 (Monaco) | 20–21 tháng 10 năm 2020                                        | 20–21 tháng 10 năm 2020                                        |
| Vòng bảng               | Lượt trận thứ tư   | 27 tháng 8 năm 2020 (Monaco) | 3–4 tháng 11 năm 2020                                          | 3–4 tháng 11 năm 2020                                          |
| Vòng bảng               | Lượt trận thứ năm  | 27 tháng 8 năm 2020 (Monaco) | 24–25 tháng 11 năm 2020                                        | 24–25 tháng 11 năm 2020                                        |
| Vòng bảng               | Lượt trận thứ sáu  | 27 tháng 8 năm 2020 (Monaco) | 8–9 tháng 12 năm 2020                                          | 8–9 tháng 12 năm 2020                                          |
| Vòng đấu loại trực tiếp | Vòng 16 đội        | 14 tháng 12 năm 2020         | 16–17 & 23–24 tháng 2 năm 2021                                 | 9–10 & 16–17 tháng 3 năm 2021                                  |
| Vòng đấu loại trực tiếp | Tứ kết             | 19 tháng 3 năm 2021          | 6–7 tháng 4 năm 2021                                           | 13–14 tháng 4 năm 2021                                         |
| Vòng đấu loại trực tiếp | Bán kết            | 19 tháng 3 năm 2021          | 27–28 tháng 4 năm 2021                                         | 4–5 tháng 5 năm 2021                                           |
| Vòng đấu loại trực tiếp | Chung kết          | 19 tháng 3 năm 2021          | 29 tháng 5 năm 2021 tại Sân vận động Olympic Atatürk, Istanbul | 29 tháng 5 năm 2021 tại Sân vận động Olympic Atatürk, Istanbul |

## Tác động của đại dịch COVID-19

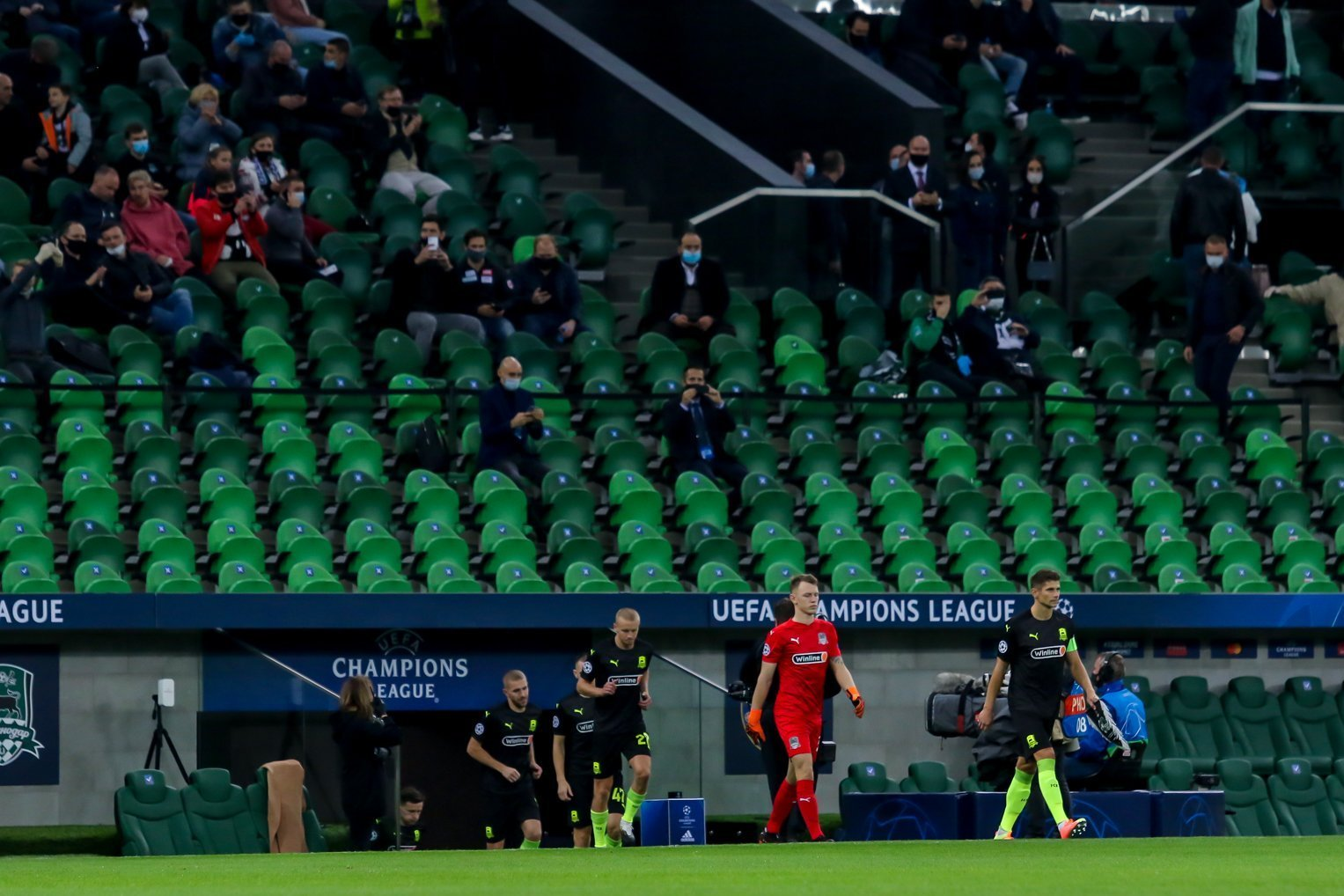
Các cầu thủ Krasnodar thi đấu lượt trận thứ hai vòng bảng trên sân vận động với sức chứa được giới hạn.

Do đại dịch COVID-19 ở châu Âu, các quy tắc đặc biệt sau được áp dụng cho giải đấu:
- Nếu có những hạn chế đi lại liên quan đến đại dịch COVID-19 ngăn cản đội khách nhập cảnh vào quốc gia của đội chủ nhà hoặc trở về nước, trận đấu có thể được diễn ra tại một quốc gia trung lập hoặc quốc gia của đội khách mà cho phép trận đấu được diễn ra.
- Nếu một trong hai đội từ chối thi đấu hoặc chịu trách nhiệm về việc trận đấu không thể diễn ra, họ bị coi là đã bỏ cuộc trận đấu. Nếu cả hai đội từ chối thi đấu hoặc chịu trách nhiệm về việc trận đấu không thể diễn ra, cả hai đội bị loại.
- Nếu một đội có cầu thủ và/hoặc quan chức được xét nghiệm dương tính với SARS-CoV-2 ngăn cản họ thi đấu trước thời hạn do UEFA quy định, họ bị coi là đã bỏ cuộc trận đấu.

Vào ngày 24 tháng 9 năm 2020, UEFA thông báo cho phép thay 5 cầu thủ kể từ vòng bảng trở về sau, với cầu thủ thứ sáu được phép thay ở hiệp phụ. Tuy nhiên, mỗi đội chỉ có 3 cơ hội để thực hiện quyền thay người, với cơ hội thứ tư được áp dụng ở hiệp phụ, ngoại trừ quyền thay người được thực hiện tại thời điểm nghỉ giữa giờ, trước khi bắt đầu hiệp phụ và tại thời điểm nghỉ giữa hai hiệp phụ. Do đó, tối đa 12 cầu thủ có thể được liệt kê trong danh sách dự bị.
Tất cả các trận đấu vòng loại được diễn ra  trong tình trạng không có khán giả. Theo sau sự trở lại một phần của người hâm mộ tại trận Siêu cúp châu Âu 2020, UEFA thông báo vào ngày 1 tháng 10 năm 2020 rằng các trận đấu từ vòng bảng trở về sau có thể được diễn ra trên sân vận động với 30% sức chứa nếu được cho phép bởi chính quyền địa phương.
Trận chung kết ban đầu dự kiến được diễn ra tại Sân vận động Krestovsky ở Saint Petersburg, Nga. Tuy nhiên, do việc hoãn và dời lại trận chung kết năm 2020 đến Lisbon do hậu quả của đại dịch COVID-19 ở châu Âu, các địa điểm tổ chức trận chung kết được lùi lại một năm, với Sân vận động Olympic Atatürk ở Istanbul, Thổ Nhĩ Kỳ thay vào đó dự định tổ chức trận chung kết năm 2021. Tuy nhiên, vào ngày 13 tháng 5 năm 2021, UEFA thông báo rằng trận chung kết được dời đến Porto để cho phép người hâm mộ theo dõi trận đấu.

## Vòng sơ loại
Lễ bốc thăm cho vòng sơ loại được tổ chức vào ngày 17 tháng 7 năm 2020, lúc 12:00 CEST.
Vòng bán kết được diễn ra vào ngày 8 tháng 8 tại Sân vận động Colovray ở Nyon, Thụy Sĩ. Trận chung kết dự kiến được diễn ra vào ngày 11 tháng 8 nhưng trận đấu bị hủy sau khi hai cầu thủ từ Drita xét nghiệm dương tính với SARS-CoV-2 và Linfield được xử thắng 3–0 theo luật.
| Đội 1     | Tỉ số | Đội 2                 |
| --------- | ----- | --------------------- |
| Tre Fiori | 0–2   | Linfield              |
| Drita     | 2–1   | Inter Club d'Escaldes |

| Đội 1 | Tỉ số      | Đội 2    |
| ----- | ---------- | -------- |
| Drita | 0–3 (awd.) | Linfield |

1. ↑  Trận chung kết vòng sơ loại giữa Drita và Linfield, ban đầu dự kiến được diễn ra vào ngày 11 tháng 8 năm 2020, không thể được diễn ra do hai cầu thủ từ Drita xét nghiệm dương tính với SARS-CoV-2 và toàn đội bị đưa đi cách ly bởi chính quyền Thụy Sĩ.[43][44] Linfield sau đó được xử thắng 3–0 theo luật bởi UEFA theo các quy định liên quan đến COVID-19.[45][46]

Các đội thua của cả vòng bán kết và chung kết tham dự vòng loại thứ hai UEFA Europa League 2020-21.

## Vòng loại

### Vòng loại thứ nhất
Lễ bốc thăm cho vòng loại thứ nhất được tổ chức vào ngày 9 tháng 8 năm 2020, lúc 12:00 CEST.
Các trận đấu được diễn ra vào ngày 18, 19 và 21 tháng 8 năm 2020.
| Đội 1                | Tỉ số                | Đội 2              |
| -------------------- | -------------------- | ------------------ |
| Ferencváros          | 2–0                  | Djurgårdens IF     |
| Celtic               | 6–0                  | KR                 |
| Legia Warsaw         | 1–0                  | Linfield           |
| Sheriff Tiraspol     | 2–0                  | Fola Esch          |
| Connah's Quay Nomads | 0–2                  | Sarajevo           |
| Red Star Belgrade    | 5–0                  | Europa             |
| Budućnost Podgorica  | 1–3                  | Ludogorets Razgrad |
| Ararat-Armenia       | 0–1 (s.h.p.)         | Omonia             |
| Floriana             | 0–2                  | CFR Cluj           |
| Maccabi Tel Aviv     | 2–0                  | Riga               |
| Qarabağ              | 4–0                  | Sileks             |
| Dinamo Tbilisi       | 0–2                  | Tirana             |
| Dynamo Brest         | 6–3                  | Astana             |
| Molde                | 5–0                  | KuPS               |
| Flora                | 1–1 (s.h.p.) (2–4 p) | Sūduva             |
| Celje                | 3–0                  | Dundalk            |
| KÍ                   | 3–0 (awd.)           | Slovan Bratislava  |

1. ↑  Trận đấu vòng loại thứ nhất giữa KÍ và Slovan Bratislava, ban đầu dự kiến được diễn ra vào ngày 19 tháng 8 năm 2020, bị hoãn đến ngày 21 tháng 8 năm 2020 do một nhân viên từ Slovan Bratislava xét nghiệm dương tính với SARS-CoV-2 và toàn đội bị đưa đi cách ly bởi chính quyền Faroe.[48] Vào ngày 21 tháng 8, trận đấu không thể được diễn ra do một cầu thủ khác từ Slovan Bratislava xét nghiệm dương tính với SARS-CoV-2 và toàn đội hai bị đưa đi cách ly bởi chính quyền Faroe.[49][50] KÍ sau đó được xử thắng 3–0 theo luật bởi UEFA theo các quy định liên quan đến COVID-19.[51][52]

Các đội thua tham dự vòng loại thứ hai UEFA Europa League 2020-21.

### Vòng loại thứ hai
Lễ bốc thăm cho vòng loại thứ hai được tổ chức vào ngày 10 tháng 8 năm 2020, lúc 12:00 CEST.
Các trận đấu được diễn ra vào ngày 25 và 26 tháng 8 năm 2020.
| Đội 1              | Tỉ số                | Đội 2             |
| ------------------ | -------------------- | ----------------- |
| CFR Cluj           | 2–2 (s.h.p.) (5–6 p) | Dinamo Zagreb     |
| Young Boys         | 3–1                  | KÍ                |
| Celtic             | 1–2                  | Ferencváros       |
| Sūduva             | 0–3                  | Maccabi Tel Aviv  |
| Legia Warsaw       | 0–2 (s.h.p.)         | Omonia            |
| Celje              | 1–2                  | Molde             |
| Ludogorets Razgrad | 0–1                  | Midtjylland       |
| Dynamo Brest       | 2–1                  | Sarajevo          |
| Qarabağ            | 2–1                  | Sheriff Tiraspol  |
| Tirana             | 0–1                  | Red Star Belgrade |

| Đội 1      | Tỉ số        | Đội 2          |
| ---------- | ------------ | -------------- |
| AZ         | 3–1 (s.h.p.) | Viktoria Plzeň |
| PAOK       | 3–1          | Beşiktaş       |
| Lokomotiva | 0–1          | Rapid Wien     |

Từ 10 đội thua của Nhóm các đội vô địch, 8 đội tham dự vòng loại thứ ba UEFA Europa League 2020-21 (Nhóm các đội vô địch) và 2 đội (được quyết định bằng việc bốc thăm) tham dự vòng play-off UEFA Europa League 2020-21 (Nhóm các đội vô địch); các đội thua của Nhóm các đội không vô địch tham dự vòng loại thứ ba UEFA Europa League 2020-21 (Nhóm chính).

### Vòng loại thứ ba
Lễ bốc thăm cho vòng loại thứ ba được tổ chức vào ngày 31 tháng 8 năn 2020, lúc 12:00 CEST.
Các trận đấu được diễn ra vào ngày 15 và 16 tháng 9 năm 2020.
| Đội 1            | Tỉ số                | Đội 2             |
| ---------------- | -------------------- | ----------------- |
| Ferencváros      | 2–1                  | Dinamo Zagreb     |
| Qarabağ          | 0–0 (s.h.p.) (5–6 p) | Molde             |
| Omonia           | 1–1 (s.h.p.) (4–2 p) | Red Star Belgrade |
| Midtjylland      | 3–0                  | Young Boys        |
| Maccabi Tel Aviv | 1–0                  | Dynamo Brest      |

| Đội 1       | Tỉ số | Đội 2      |
| ----------- | ----- | ---------- |
| PAOK        | 2–1   | Benfica    |
| Dynamo Kyiv | 2–0   | AZ         |
| Gent        | 2–1   | Rapid Wien |

Các đội thua của Nhóm các đội vô địch tham dự vòng play-off UEFA Europa League 2020-21 (Nhóm các đội vô địch); các đội thua của Nhóm các đội không vô địch tham dự vòng bảng UEFA Europa League 2020-21.

## Vòng play-off
Lễ bốc thăm vòng play-off được tổ chức vào ngày 1 tháng 9 năm 2020, lúc 12:00 CEST.
Lượt đi được diễn ra vào ngày 22 và 23 tháng 9, và lượt về được diễn ra vào ngày 29 và 30 tháng 9 năm 2020.
| Đội 1            | TTS     | Đội 2             | Lượt đi | Lượt về |
| ---------------- | ------- | ----------------- | ------- | ------- |
| Slavia Prague    | 1–4     | Midtjylland       | 0–0     | 1–4     |
| Maccabi Tel Aviv | 2–5     | Red Bull Salzburg | 1–2     | 1–3     |
| Olympiacos       | 2–0     | Omonia            | 2–0     | 0–0     |
| Molde            | 3–3 (a) | Ferencváros       | 3–3     | 0–0     |

| Đội 1     | TTS | Đội 2       | Lượt đi | Lượt về |
| --------- | --- | ----------- | ------- | ------- |
| Krasnodar | 4–2 | PAOK        | 2–1     | 2–1     |
| Gent      | 1–5 | Dynamo Kyiv | 1–2     | 0–3     |

Các đội thua của cả hai Nhóm các đội vô địch và Nhóm các đội không vô địch tham dự vòng bảng UEFA Europa League 2020-21.

## Vòng bảng
Tổng cộng có 32 đội thi đấu ở vòng bảng: 26 đội tham dự vào vòng đấu này, và 6 đội thắng của vòng play-off (4 đội từ Nhóm các đội vô địch, 2 đội từ Nhóm các đội không vô địch).
Lễ bốc thăm cho vòng bảng được diễn ra vào ngày 1 tháng 10 năm 2020, lúc 17:00 CEST tại Trường quay RTS ở Geneva, Thụy Sĩ. 32 đội được bốc thăm vào 8 bảng 4 đội, với hạn chế là các đội từ cùng một hiệp hội không thể được bốc thăm để đối đầu với nhau. Đối với lễ bốc thăm, các đội được xếp hạt giống vào 4 nhóm dựa trên những nguyên tắc sau (được giới thiệu kể từ mùa giải 2015-16):
- Nhóm 1 chứa đội đương kim vô địch Champions League và Europa League, và các đội vô địch của 6 hiệp hội hàng đầu dựa trên hệ số quốc gia UEFA năm 2019 của họ.[8] Nếu một hoặc cả hai đội đương kim vô địch là một trong những đội vô địch của 6 hiệp hội hàng đầu, đội vô địch của hiệp hội có thứ hạng cao tiếp theo cũng được xếp hạt giống vào Nhóm 1.
- Nhóm 2, 3 và 4 chứa các đội còn lại, được xếp hạt giống dựa trên hệ số câu lạc bộ UEFA năm 2020 của họ.[59]

Ở mỗi bảng, các đội đối đầu với nhau theo thể thức vòng tròn đấu sân nhà và sân khách. Các đội nhất và nhì bảng đi tiếp vào vòng 16 đội, trong khi các đội đứng thứ ba tham dự vòng 32 đội UEFA Europa League 2020-21. Các lượt trận được diễn ra vào ngày 20–21 tháng 10, 27–28 tháng 10, 3–4 tháng 11, 24–25 tháng 11, 1–2 tháng 12 và 8–9 tháng 12 năm 2020.
Krasnodar, Midtjylland, İstanbul Başakşehir và Rennes có lần đầu tiên xuất hiện ở vòng bảng. Mùa giải này trở thành lần đầu tiên trong lịch sử của Champions League mà 3 câu lạc bộ Nga thi đấu ở vòng bảng.
| Tiêu chí xếp hạng |
| --- |
| Các đội được xếp hạng dựa theo điểm số (3 điểm cho một trận thắng, 1 điểm cho một trận hòa, 0 điểm cho một trận thua), và nếu bằng điểm, tiêu chí xếp hạng sau đây được áp dụng, theo thứ tự được thể hiện, để xác định thứ hạng (Quy định Điều 17.01): 1. Số điểm trong các trận đấu đối đầu giữa các đội bằng điểm; 2. Hiệu số bàn thắng thua trong các trận đấu đối đầu giữa các đội bằng điểm; 3. Số bàn thắng ghi được trong các trận đấu đối đầu giữa các đội bằng điểm; 4. Số bàn thắng sân khách ghi được trong các trận đấu đối đầu giữa các đội bằng điểm; 5. Nếu có nhiều hơn 2 đội bằng điểm, và sau khi áp dụng tất cả tiêu chí đối đầu trên, một nhóm đội vẫn bằng điểm, tất cả tiêu chí đối đầu trên được áp dụng lại dành riêng cho nhóm đội này; 6. Hiệu số bàn thắng thua trong tất cả các trận đấu vòng bảng; 7. Số bàn thắng ghi được trong tất cả các trận đấu vòng bảng; 8. Số bàn thắng sân khách ghi được trong tất cả các trận đấu vòng bảng; 9. Số trận thắng trong tất cả các trận đấu vòng bảng; 10. Số trận thắng sân khách trong tất cả các trận đấu vòng bảng; 11. Điểm kỷ luật (thẻ đỏ = 3 điểm, thẻ vàng = 1 điểm, bị truất quyền thi đấu do phải nhận hai thẻ vàng trong một trận đấu = 3 điểm); 12. Hệ số câu lạc bộ UEFA. |

### Bảng A
| VT | Đội               | ST | T | H | B | BT | BB | HS  | Đ  | Giành quyền tham dự                 |  | BAY | ATM | SAL | LMO |
| -- | ----------------- | -- | - | - | - | -- | -- | --- | -- | ----------------------------------- |  | --- | --- | --- | --- |
| 1  | Bayern Munich     | 6  | 5 | 1 | 0 | 18 | 5  | +13 | 16 | Đi tiếp vào vòng đấu loại trực tiếp |  | —   | 4–0 | 3–1 | 2–0 |
| 2  | Atlético Madrid   | 6  | 2 | 3 | 1 | 7  | 8  | −1  | 9  | Đi tiếp vào vòng đấu loại trực tiếp |  | 1–1 | —   | 3–2 | 0–0 |
| 3  | Red Bull Salzburg | 6  | 1 | 1 | 4 | 10 | 17 | −7  | 4  | Chuyển qua Europa League            |  | 2–6 | 0–2 | —   | 2–2 |
| 4  | Lokomotiv Moscow  | 6  | 0 | 3 | 3 | 5  | 10 | −5  | 3  |                                     |  | 1–2 | 1–1 | 1–3 | —   |

### Bảng B
| VT | Đội                      | ST | T | H | B | BT | BB | HS | Đ  | Giành quyền tham dự                 |  | RMA | MGB | SHK | INT |
| -- | ------------------------ | -- | - | - | - | -- | -- | -- | -- | ----------------------------------- |  | --- | --- | --- | --- |
| 1  | Real Madrid              | 6  | 3 | 1 | 2 | 11 | 9  | +2 | 10 | Đi tiếp vào vòng đấu loại trực tiếp |  | —   | 2–0 | 2–3 | 3–2 |
| 2  | Borussia Mönchengladbach | 6  | 2 | 2 | 2 | 16 | 9  | +7 | 8  | Đi tiếp vào vòng đấu loại trực tiếp |  | 2–2 | —   | 4–0 | 2–3 |
| 3  | Shakhtar Donetsk         | 6  | 2 | 2 | 2 | 5  | 12 | −7 | 8  | Chuyển qua Europa League            |  | 2–0 | 0–6 | —   | 0–0 |
| 4  | Inter Milan              | 6  | 1 | 3 | 2 | 7  | 9  | −2 | 6  |                                     |  | 0–2 | 2–2 | 0–0 | —   |

1. 1 2  Điểm đối đầu: Borussia Mönchengladbach 6, Shakhtar Donetsk 0.

### Bảng C
| VT | Đội             | ST | T | H | B | BT | BB | HS  | Đ  | Giành quyền tham dự                 |  | MCI | POR | OLY | MAR |
| -- | --------------- | -- | - | - | - | -- | -- | --- | -- | ----------------------------------- |  | --- | --- | --- | --- |
| 1  | Manchester City | 6  | 5 | 1 | 0 | 13 | 1  | +12 | 16 | Đi tiếp vào vòng đấu loại trực tiếp |  | —   | 3–1 | 3–0 | 3–0 |
| 2  | Porto           | 6  | 4 | 1 | 1 | 10 | 3  | +7  | 13 | Đi tiếp vào vòng đấu loại trực tiếp |  | 0–0 | —   | 2–0 | 3–0 |
| 3  | Olympiacos      | 6  | 1 | 0 | 5 | 2  | 10 | −8  | 3  | Chuyển qua Europa League            |  | 0–1 | 0–2 | —   | 1–0 |
| 4  | Marseille       | 6  | 1 | 0 | 5 | 2  | 13 | −11 | 3  |                                     |  | 0–3 | 0–2 | 2–1 | —   |

1. 1 2  Bằng điểm đối đầu (3). Bàn thắng sân khách đối đầu: Olympiacos 1, Marseille 0.

### Bảng D
| VT | Đội         | ST | T | H | B | BT | BB | HS | Đ  | Giành quyền tham dự                 |  | LIV | ATA | AJX | MID |
| -- | ----------- | -- | - | - | - | -- | -- | -- | -- | ----------------------------------- |  | --- | --- | --- | --- |
| 1  | Liverpool   | 6  | 4 | 1 | 1 | 10 | 3  | +7 | 13 | Đi tiếp vào vòng đấu loại trực tiếp |  | —   | 0–2 | 1–0 | 2–0 |
| 2  | Atalanta    | 6  | 3 | 2 | 1 | 10 | 8  | +2 | 11 | Đi tiếp vào vòng đấu loại trực tiếp |  | 0–5 | —   | 2–2 | 1–1 |
| 3  | Ajax        | 6  | 2 | 1 | 3 | 7  | 7  | 0  | 7  | Chuyển qua Europa League            |  | 0–1 | 0–1 | —   | 3–1 |
| 4  | Midtjylland | 6  | 0 | 2 | 4 | 4  | 13 | −9 | 2  |                                     |  | 1–1 | 0–4 | 1–2 | —   |

### Bảng E
| VT | Đội       | ST | T | H | B | BT | BB | HS  | Đ  | Giành quyền tham dự                 |  | CHE | SEV | KRA | REN |
| -- | --------- | -- | - | - | - | -- | -- | --- | -- | ----------------------------------- |  | --- | --- | --- | --- |
| 1  | Chelsea   | 6  | 4 | 2 | 0 | 14 | 2  | +12 | 14 | Đi tiếp vào vòng đấu loại trực tiếp |  | —   | 0–0 | 1–1 | 3–0 |
| 2  | Sevilla   | 6  | 4 | 1 | 1 | 9  | 8  | +1  | 13 | Đi tiếp vào vòng đấu loại trực tiếp |  | 0–4 | —   | 3–2 | 1–0 |
| 3  | Krasnodar | 6  | 1 | 2 | 3 | 6  | 11 | −5  | 5  | Chuyển qua Europa League            |  | 0–4 | 1–2 | —   | 1–0 |
| 4  | Rennes    | 6  | 0 | 1 | 5 | 3  | 11 | −8  | 1  |                                     |  | 1–2 | 1–3 | 1–1 | —   |

### Bảng F
| VT | Đội                    | ST | T | H | B | BT | BB | HS | Đ  | Giành quyền tham dự                 |  | DOR | LAZ | BRU | ZEN |
| -- | ---------------------- | -- | - | - | - | -- | -- | -- | -- | ----------------------------------- |  | --- | --- | --- | --- |
| 1  | Borussia Dortmund      | 6  | 4 | 1 | 1 | 12 | 5  | +7 | 13 | Đi tiếp vào vòng đấu loại trực tiếp |  | —   | 1–1 | 3–0 | 2–0 |
| 2  | Lazio                  | 6  | 2 | 4 | 0 | 11 | 7  | +4 | 10 | Đi tiếp vào vòng đấu loại trực tiếp |  | 3–1 | —   | 2–2 | 3–1 |
| 3  | Club Brugge            | 6  | 2 | 2 | 2 | 8  | 10 | −2 | 8  | Chuyển qua Europa League            |  | 0–3 | 1–1 | —   | 3–0 |
| 4  | Zenit Saint Petersburg | 6  | 0 | 1 | 5 | 4  | 13 | −9 | 1  |                                     |  | 1–2 | 1–1 | 1–2 | —   |

### Bảng G
| VT | Đội         | ST | T | H | B | BT | BB | HS  | Đ  | Giành quyền tham dự                 |  | JUV | BAR | DKV | FER |
| -- | ----------- | -- | - | - | - | -- | -- | --- | -- | ----------------------------------- |  | --- | --- | --- | --- |
| 1  | Juventus    | 6  | 5 | 0 | 1 | 14 | 4  | +10 | 15 | Đi tiếp vào vòng đấu loại trực tiếp |  | —   | 0–2 | 3–0 | 2–1 |
| 2  | Barcelona   | 6  | 5 | 0 | 1 | 16 | 5  | +11 | 15 | Đi tiếp vào vòng đấu loại trực tiếp |  | 0–3 | —   | 2–1 | 5–1 |
| 3  | Dynamo Kyiv | 6  | 1 | 1 | 4 | 4  | 13 | −9  | 4  | Chuyển qua Europa League            |  | 0–2 | 0–4 | —   | 1–0 |
| 4  | Ferencváros | 6  | 0 | 1 | 5 | 5  | 17 | −12 | 1  |                                     |  | 1–4 | 0–3 | 2–2 | —   |

1. 1 2  Bằng điểm đối đầu (3). Hiệu số bàn thắng thua đối đầu: Juventus +1, Barcelona –1.

### Bảng H
| VT | Đội                 | ST | T | H | B | BT | BB | HS  | Đ  | Giành quyền tham dự                 |  | PAR | RBL | MUN | IBFK |
| -- | ------------------- | -- | - | - | - | -- | -- | --- | -- | ----------------------------------- |  | --- | --- | --- | ---- |
| 1  | Paris Saint-Germain | 6  | 4 | 0 | 2 | 13 | 6  | +7  | 12 | Đi tiếp vào vòng đấu loại trực tiếp |  | —   | 1–0 | 1–2 | 5–1  |
| 2  | RB Leipzig          | 6  | 4 | 0 | 2 | 11 | 12 | −1  | 12 | Đi tiếp vào vòng đấu loại trực tiếp |  | 2–1 | —   | 3–2 | 2–0  |
| 3  | Manchester United   | 6  | 3 | 0 | 3 | 15 | 10 | +5  | 9  | Chuyển qua Europa League            |  | 1–3 | 5–0 | —   | 4–1  |
| 4  | İstanbul Başakşehir | 6  | 1 | 0 | 5 | 7  | 18 | −11 | 3  |                                     |  | 0–2 | 3–4 | 2–1 | —    |

1. 1 2  Bằng điểm đối đầu (3). Hiệu số bàn thắng thua đối đầu: Paris Saint-Germain +1, RB Leipzig 0.

## Vòng đấu loại trực tiếp
Ở vòng đấu loại trực tiếp, các đội đối đầu với nhau theo thể thức hai lượt đi và về trên sân nhà và sân khách, trừ trận chung kết đấu một trận.
Cơ chế bốc thăm cho mỗi vòng như sau:
- Ở lễ bốc thăm cho vòng 16 đội, 8 đội nhất bảng được xếp vào nhóm hạt giống, và 8 đội nhì bảng được xếp vào nhóm không hạt giống. Các đội hạt giống được bốc thăm để đối đầu với các đội không hạt giống, với các đội hạt giống làm đội chủ nhà cho trận lượt về. Các đội từ cùng bảng hoặc cùng hiệp hội không được bốc thăm để đối đầu với nhau.
- Ở lễ bốc thăm cho vòng tứ kết và vòng bán kết, không có đội hạt giống, và các đội từ cùng bảng hoặc cùng hiệp hội có thể được bốc thăm để đối đầu với nhau. Vì lượt bốc thăm vòng tứ kết và vòng bán kết được tổ chức cùng nhau trước khi vòng tứ kết được diễn ra, danh tính của đội thắng vòng tứ kết không được biết tại thời điểm bốc thăm vòng bán kết. Một lượt bốc thăm cũng được diễn ra để xác định đội thắng vòng bán kết nào được chỉ định là đội "chủ nhà" cho trận chung kết (vì mục đích hành chính khi nó được diễn ra tại địa điểm trung lập).

### Nhánh đấu
|  | Vòng 16 đội              | Vòng 16 đội             | Vòng 16 đội | Vòng 16 đội |   |                 | Tứ kết | Tứ kết | Tứ kết | Tứ kết |  |                     | Bán kết | Bán kết | Bán kết | Bán kết |                 |   | Chung kết (29 tháng 5 – Porto) | Chung kết (29 tháng 5 – Porto) |
|  |                          |                         |             |             |   |                 |        |        |        |        |  |                     |         |         |         |         |                 |   |                                |                                |
|  | Lazio                    | 1                       | 1           | 2           |   |                 |        |        |        |        |  |                     |         |         |         |         |                 |   |                                |                                |
|  | Bayern Munich            | 4                       | 2           | 6           |   |                 |        |        |        |        |  |                     |         |         |         |         |                 |   |                                |                                |
|  | Bayern Munich            | 4                       | 2           | 6           |   | Bayern Munich   | 2      | 1      | 3      |        |  |                     |         |         |         |         |                 |   |                                |                                |
|  |                          |                         |             |             |   | Bayern Munich   | 2      | 1      | 3      |        |  |                     |         |         |         |         |                 |   |                                |                                |
|  |                          | Paris Saint-Germain (a) | 3           | 0           | 3 |                 |        |        |        |        |  |                     |         |         |         |         |                 |   |                                |                                |
|  | Barcelona                | Paris Saint-Germain (a) | 3           | 0           | 3 | 1               | 1      | 2      |        |        |  |                     |         |         |         |         |                 |   |                                |                                |
|  | Barcelona                |                         |             |             |   | 1               | 1      | 2      |        |        |  |                     |         |         |         |         |                 |   |                                |                                |
|  | Paris Saint-Germain      | 4                       | 1           | 5           |   |                 |        |        |        |        |  |                     |         |         |         |         |                 |   |                                |                                |
|  | Paris Saint-Germain      | 4                       | 1           | 5           |   |                 |        |        |        |        |  | Paris Saint-Germain | 1       | 0       | 1       |         |                 |   |                                |                                |
|  |                          |                         |             |             |   |                 |        |        |        |        |  | Paris Saint-Germain | 1       | 0       | 1       |         |                 |   |                                |                                |
|  |                          | Manchester City         | 2           | 2           | 4 |                 |        |        |        |        |  |                     |         |         |         |         |                 |   |                                |                                |
|  | Borussia Mönchengladbach | Manchester City         | 2           | 2           | 4 | 0               | 0      | 0      |        |        |  |                     |         |         |         |         |                 |   |                                |                                |
|  | Borussia Mönchengladbach |                         |             |             |   | 0               | 0      | 0      |        |        |  |                     |         |         |         |         |                 |   |                                |                                |
|  | Manchester City          | 2                       | 2           | 4           |   |                 |        |        |        |        |  |                     |         |         |         |         |                 |   |                                |                                |
|  | Manchester City          | 2                       | 2           | 4           |   | Manchester City | 2      | 2      | 4      |        |  |                     |         |         |         |         |                 |   |                                |                                |
|  |                          |                         |             |             |   | Manchester City | 2      | 2      | 4      |        |  |                     |         |         |         |         |                 |   |                                |                                |
|  |                          | Borussia Dortmund       | 1           | 1           | 2 |                 |        |        |        |        |  |                     |         |         |         |         |                 |   |                                |                                |
|  | Sevilla                  | Borussia Dortmund       | 1           | 1           | 2 | 2               | 2      | 4      |        |        |  |                     |         |         |         |         |                 |   |                                |                                |
|  | Sevilla                  |                         |             |             |   | 2               | 2      | 4      |        |        |  |                     |         |         |         |         |                 |   |                                |                                |
|  | Borussia Dortmund        | 3                       | 2           | 5           |   |                 |        |        |        |        |  |                     |         |         |         |         |                 |   |                                |                                |
|  | Borussia Dortmund        | 3                       | 2           | 5           |   |                 |        |        |        |        |  |                     |         |         |         |         | Manchester City | 0 |                                |                                |
|  |                          |                         |             |             |   |                 |        |        |        |        |  |                     |         |         |         |         |                 | 0 |                                |                                |
|  |                          | Chelsea                 | 1           |             |   |                 |        |        |        |        |  |                     |         |         |         |         |                 |   |                                |                                |
|  | Atalanta                 | Chelsea                 | 1           | 0           | 1 | 1               |        |        |        |        |  |                     |         |         |         |         |                 |   |                                |                                |
|  | Atalanta                 |                         |             | 0           | 1 | 1               |        |        |        |        |  |                     |         |         |         |         |                 |   |                                |                                |
|  | Real Madrid              | 1                       | 3           | 4           |   |                 |        |        |        |        |  |                     |         |         |         |         |                 |   |                                |                                |
|  | Real Madrid              | 1                       | 3           | 4           |   | Real Madrid     | 3      | 0      | 3      |        |  |                     |         |         |         |         |                 |   |                                |                                |
|  |                          |                         |             |             |   | Real Madrid     | 3      | 0      | 3      |        |  |                     |         |         |         |         |                 |   |                                |                                |
|  |                          | Liverpool               | 1           | 0           | 1 |                 |        |        |        |        |  |                     |         |         |         |         |                 |   |                                |                                |
|  | RB Leipzig               | Liverpool               | 1           | 0           | 1 | 0               | 0      | 0      |        |        |  |                     |         |         |         |         |                 |   |                                |                                |
|  | RB Leipzig               |                         |             |             |   | 0               | 0      | 0      |        |        |  |                     |         |         |         |         |                 |   |                                |                                |
|  | Liverpool                | 2                       | 2           | 4           |   |                 |        |        |        |        |  |                     |         |         |         |         |                 |   |                                |                                |
|  | Liverpool                | 2                       | 2           | 4           |   |                 |        |        |        |        |  | Real Madrid         | 1       | 0       | 1       |         |                 |   |                                |                                |
|  |                          |                         |             |             |   |                 |        |        |        |        |  | Real Madrid         | 1       | 0       | 1       |         |                 |   |                                |                                |
|  |                          | Chelsea                 | 1           | 2           | 3 |                 |        |        |        |        |  |                     |         |         |         |         |                 |   |                                |                                |
|  | Porto (s.h.p.; a)        | Chelsea                 | 1           | 2           | 3 | 2               | 2      | 4      |        |        |  |                     |         |         |         |         |                 |   |                                |                                |
|  | Porto (s.h.p.; a)        |                         |             |             |   | 2               | 2      | 4      |        |        |  |                     |         |         |         |         |                 |   |                                |                                |
|  | Juventus                 | 1                       | 3           | 4           |   |                 |        |        |        |        |  |                     |         |         |         |         |                 |   |                                |                                |
|  | Juventus                 | 1                       | 3           | 4           |   | Porto           | 0      | 1      | 1      |        |  |                     |         |         |         |         |                 |   |                                |                                |
|  |                          |                         |             |             |   | Porto           | 0      | 1      | 1      |        |  |                     |         |         |         |         |                 |   |                                |                                |
|  |                          | Chelsea                 | 2           | 0           | 2 |                 |        |        |        |        |  |                     |         |         |         |         |                 |   |                                |                                |
|  | Atlético Madrid          | Chelsea                 | 2           | 0           | 2 | 0               | 0      | 0      |        |        |  |                     |         |         |         |         |                 |   |                                |                                |
|  | Atlético Madrid          |                         |             |             |   | 0               | 0      | 0      |        |        |  |                     |         |         |         |         |                 |   |                                |                                |
|  | Chelsea                  | 1                       | 2           | 3           |   |                 |        |        |        |        |  |                     |         |         |         |         |                 |   |                                |                                |

### Vòng 16 đội
Lễ bốc thăm cho vòng 16 đội được tổ chức vào ngày 14 tháng 12 năm 2020, lúc 12:00 CET.
Lượt đi được diễn ra vào ngày 16, 17, 23 và 24 tháng 2, và lượt về được diễn ra vào ngày 9, 10, 16 và 17 tháng 3 năm 2021.
| Đội 1                    | TTS     | Đội 2               | Lượt đi | Lượt về      |
| ------------------------ | ------- | ------------------- | ------- | ------------ |
| Borussia Mönchengladbach | 0–4     | Manchester City     | 0–2     | 0–2          |
| Lazio                    | 2–6     | Bayern Munich       | 1–4     | 1–2          |
| Atlético Madrid          | 0–3     | Chelsea             | 0–1     | 0–2          |
| RB Leipzig               | 0–4     | Liverpool           | 0–2     | 0–2          |
| Porto                    | 4–4 (a) | Juventus            | 2–1     | 2–3 (s.h.p.) |
| Barcelona                | 2–5     | Paris Saint-Germain | 1–4     | 1–1          |
| Sevilla                  | 4–5     | Borussia Dortmund   | 2–3     | 2–2          |
| Atalanta                 | 1–4     | Real Madrid         | 0–1     | 1–3          |

### Tứ kết
Lễ bốc thăm cho vòng tứ kết được tổ chức vào ngày 19 tháng 3 năm 2021, lúc 12:00 CET.
Lượt đi được diễn ra vào ngày 6 và 7 tháng 4, và lượt về được diễn ra vào ngày 13 và 14 tháng 4 năm 2021.
| Đội 1           | TTS     | Đội 2               | Lượt đi | Lượt về |
| --------------- | ------- | ------------------- | ------- | ------- |
| Manchester City | 4–2     | Borussia Dortmund   | 2–1     | 2–1     |
| Porto           | 1–2     | Chelsea             | 0–2     | 1–0     |
| Bayern Munich   | 3–3 (a) | Paris Saint-Germain | 2–3     | 1–0     |
| Real Madrid     | 3–1     | Liverpool           | 3–1     | 0–0     |

### Bán kết
Lễ bốc thăm cho vòng bán kết được tổ chức vào ngày 19 tháng 3 năm 2021, lúc 12:00 CET, sau khi bốc thăm vòng tứ kết.
Lượt đi được diễn ra vào ngày 27 và 28 tháng 4, và lượt về được diễn ra vào ngày 4 và 5 tháng 5 năm 2021.
| Đội 1               | TTS | Đội 2           | Lượt đi | Lượt về |
| ------------------- | --- | --------------- | ------- | ------- |
| Paris Saint-Germain | 1–4 | Manchester City | 1–2     | 0–2     |
| Real Madrid         | 1–3 | Chelsea         | 1–1     | 0–2     |

### Chung kết
Trận chung kết được diễn ra vào ngày 29 tháng 5 năm 2021 tại Sân vận động Dragão ở Porto. Một lượt bốc thăm được tổ chức vào ngày 19 tháng 3 năm 2021, sau khi bốc thăm vòng tứ kết và vòng bán kết, để xác định đội "chủ nhà" vì mục đích hành chính.
| Manchester City | 0–1      | Chelsea       |
| --------------- | -------- | ------------- |
|                 | Chi tiết | - Havertz 42' |

## Thống kê
Thống kê không tính đến vòng loại và vòng play-off.

### Các cầu thủ ghi bàn hàng đầu
| Hạng | Câu lạc bộ         | Đội                      | Số bàn thắng | Số phút đã chơi |
| ---- | ------------------ | ------------------------ | ------------ | --------------- |
| 1    | Erling Haaland     | Borussia Dortmund        | 10           | 705             |
| 2    | Kylian Mbappé      | Paris Saint-Germain      | 8            | 900             |
| 3    | Olivier Giroud     | Chelsea                  | 6            | 257             |
| 3    | Youssef En-Nesyri  | Sevilla                  | 6            | 386             |
| 3    | Marcus Rashford    | Manchester United        | 6            | 416             |
| 3    | Álvaro Morata      | Juventus                 | 6            | 597             |
| 3    | Neymar             | Paris Saint-Germain      | 6            | 746             |
| 3    | Mohamed Salah      | Liverpool                | 6            | 781             |
| 3    | Karim Benzema      | Real Madrid              | 6            | 842             |
| 10   | Ciro Immobile      | Lazio                    | 5            | 417             |
| 10   | Robert Lewandowski | Bayern Munich            | 5            | 514             |
| 10   | Lionel Messi       | Barcelona                | 5            | 540             |
| 10   | Alassane Pléa      | Borussia Mönchengladbach | 5            | 540             |
| 10   | Sérgio Oliveira    | Porto                    | 5            | 740             |

### Các cầu thủ kiến tạo hàng đầu
| Hạng | Cầu thủ         | Đội                      | Số pha kiến tạo | Số phút đã chơi |
| ---- | --------------- | ------------------------ | --------------- | --------------- |
| 1    | Juan Cuadrado   | Juventus                 | 6               | 551             |
| 2    | Kevin De Bruyne | Manchester City          | 4               | 609             |
| 2    | Joshua Kimmich  | Bayern Munich            | 4               | 617             |
| 2    | Ángel Di María  | Paris Saint-Germain      | 4               | 697             |
| 5    | Jadon Sancho    | Borussia Dortmund        | 3               | 386             |
| 5    | Alassane Pléa   | Borussia Mönchengladbach | 3               | 540             |
| 5    | Dušan Tadić     | Ajax                     | 3               | 540             |
| 5    | Kingsley Coman  | Bayern Munich            | 3               | 549             |
| 5    | Angeliño        | RB Leipzig               | 3               | 627             |
| 5    | Thomas Müller   | Bayern Munich            | 3               | 632             |
| 5    | Kai Havertz     | Chelsea                  | 3               | 698             |
| 5    | Neymar          | Paris Saint-Germain      | 3               | 746             |
| 5    | Kylian Mbappé   | Paris Saint-Germain      | 3               | 900             |
| 5    | Luka Modrić     | Real Madrid              | 3               | 911             |
| 5    | Phil Foden      | Manchester City          | 3               | 976             |

### Đội hình tiêu biểu của mùa giải
Nhóm nghiên cứu chiến thuật của UEFA lựa chọn 23 cầu thủ sau đây vào đội hình tiêu biểu của giải đấu.
| VT | Cầu thủ            | Đội                 |
| -- | ------------------ | ------------------- |
| TM | Thibaut Courtois   | Real Madrid         |
| TM | Ederson            | Manchester City     |
| TM | Édouard Mendy      | Chelsea             |
| HV | César Azpilicueta  | Chelsea             |
| HV | Rúben Dias         | Manchester City     |
| HV | Marquinhos         | Paris Saint-Germain |
| HV | Antonio Rüdiger    | Chelsea             |
| HV | Ben Chilwell       | Chelsea             |
| HV | David Alaba        | Bayern Munich       |
| TV | Jorginho           | Chelsea             |
| TV | Mason Mount        | Chelsea             |
| TV | N'Golo Kanté       | Chelsea             |
| TV | Kevin De Bruyne    | Manchester City     |
| TV | İlkay Gündoğan     | Manchester City     |
| TV | Luka Modrić        | Real Madrid         |
| TV | Sérgio Oliveira    | Porto               |
| TV | Phil Foden         | Manchester City     |
| TĐ | Erling Haaland     | Borussia Dortmund   |
| TĐ | Kylian Mbappé      | Paris Saint-Germain |
| TĐ | Robert Lewandowski | Bayern Munich       |
| TĐ | Karim Benzema      | Real Madrid         |
| TĐ | Neymar             | Paris Saint-Germain |
| TĐ | Lionel Messi       | Barcelona           |

### Cầu thủ xuất sắc nhất mùa giải
Các lá phiếu được bầu chọn cho các cầu thủ xuất sắc nhất mùa giải bởi các huấn luyện viên của 32 đội ở vòng bảng, cùng với 55 nhà báo do nhóm European Sports Media (ESM) lựa chọn, đại diện cho mỗi hiệp hội thành viên của UEFA. Các huấn luyện viên không được phép bầu chọn cho cầu thủ từ chính đội của họ. Các thành viên ban giám khảo lựa chọn ba cầu thủ hàng đầu của họ, với người đầu tiên nhận được 5 điểm, người thứ hai là 3 điểm và người thứ ba là 1 điểm. Danh sách rút gọn ba cầu thủ hàng đầu được công bố vào ngày 13 tháng 8 năm 2021. Những cầu thủ giành giải thưởng được công bố và trao tặng trong lễ bốc thăm vòng bảng UEFA Champions League 2021-22 ở Thổ Nhĩ Kỳ vào ngày 26 tháng 8 năm 2021.
| Hạng                    | Cầu thủ                 | Đội                     | Điểm                    |
| Danh sách rút gọn top 3 | Danh sách rút gọn top 3 | Danh sách rút gọn top 3 | Danh sách rút gọn top 3 |
| ----------------------- | ----------------------- | ----------------------- | ----------------------- |
| 1                       | Édouard Mendy           | Chelsea                 | 286                     |
| 2                       | Ederson                 | Manchester City         | 154                     |
| 3                       | Thibaut Courtois        | Real Madrid             | 96                      |
| Các cầu thủ hạng 4–10   |                         |                         |                         |
| 4                       | Keylor Navas            | Paris Saint-Germain     | 50                      |
| 5                       | Manuel Neuer            | Bayern Munich           | 36                      |
| 6                       | Jan Oblak               | Atlético Madrid         | 35                      |
| 7                       | Gianluigi Donnarumma    | Milan                   | 20                      |
| 8                       | Marc-André ter Stegen   | Barcelona               | 13                      |
| 9                       | Alisson                 | Liverpool               | 4                       |
| 9                       | Agustín Marchesín       | Porto                   | 4                       |

| Hạng                    | Cầu thủ                 | Đội                     | Điểm                    |
| Danh sách rút gọn top 3 | Danh sách rút gọn top 3 | Danh sách rút gọn top 3 | Danh sách rút gọn top 3 |
| ----------------------- | ----------------------- | ----------------------- | ----------------------- |
| 1                       | Rúben Dias              | Manchester City         | 217                     |
| 2                       | César Azpilicueta       | Chelsea                 | 115                     |
| 3                       | Antonio Rüdiger         | Chelsea                 | 78                      |
| Các cầu thủ hạng 4–10   |                         |                         |                         |
| 4                       | Marquinhos              | Paris Saint-Germain     | 78                      |
| 5                       | Thiago Silva            | Chelsea                 | 59                      |
| 6                       | Kyle Walker             | Manchester City         | 35                      |
| 7                       | Giorgio Chiellini       | Juventus                | 18                      |
| 8                       | John Stones             | Manchester City         | 15                      |
| 9                       | David Alaba             | Bayern Munich           | 14                      |
| 9                       | Leonardo Bonucci        | Juventus                | 14                      |

1. 1 2  Rüdiger kết thúc ở vị trí thứ ba xếp trên Marquinhos sau khi nhận số phiếu bầu 5 điểm cao hơn

| Hạng                    | Cầu thủ                 | Đội                     | Điểm                    |
| Danh sách rút gọn top 3 | Danh sách rút gọn top 3 | Danh sách rút gọn top 3 | Danh sách rút gọn top 3 |
| ----------------------- | ----------------------- | ----------------------- | ----------------------- |
| 1                       | N'Golo Kanté            | Chelsea                 | 263                     |
| 2                       | Kevin De Bruyne         | Manchester City         | 197                     |
| 3                       | Jorginho                | Chelsea                 | 149                     |
| Các cầu thủ hạng 4–10   |                         |                         |                         |
| 4                       | İlkay Gündoğan          | Manchester City         | 15                      |
| 4                       | Mason Mount             | Chelsea                 | 15                      |
| 6                       | Frenkie de Jong         | Barcelona               | 9                       |
| 6                       | Luka Modrić             | Real Madrid             | 9                       |
| 8                       | Pedri                   | Barcelona               | 6                       |
| 9                       | Kai Havertz             | Chelsea                 | 5                       |
| 9                       | Georginio Wijnaldum     | Liverpool               | 5                       |

| Hạng                    | Cầu thủ                 | Đội                     | Điểm                    |
| Danh sách rút gon top 3 | Danh sách rút gon top 3 | Danh sách rút gon top 3 | Danh sách rút gon top 3 |
| ----------------------- | ----------------------- | ----------------------- | ----------------------- |
| 1                       | Erling Haaland          | Borussia Dortmund       | 202                     |
| 2                       | Kylian Mbappé           | Paris Saint-Germain     | 154                     |
| 3                       | Robert Lewandowski      | Bayern Munich           | 104                     |
| Các cầu thủ hạng 4–10   |                         |                         |                         |
| 4                       | Lionel Messi            | Barcelona               | 76                      |
| 5                       | Karim Benzema           | Real Madrid             | 70                      |
| 6                       | Neymar                  | Paris Saint-Germain     | 23                      |
| 7                       | Kai Havertz             | Chelsea                 | 16                      |
| 7                       | Raheem Sterling         | Manchester City         | 16                      |
| 9                       | Romelu Lukaku           | Inter Milan             | 6                       |
| 9                       | Mason Mount             | Chelsea                 | 6                       |